# 岑乾
岑乾，明朝时期围棋国手，时与方新，蔡学海并称。浙江余姚人。
岑乾少年时便显现围棋天才。《绍兴府志》载，余姚一向棋风盛行。岑乾很小的时候，随父亲游武林（今杭州），走失一日，家人不知其去了何处。后来得知，原是和一些孩子下棋去了。长大以后，岑乾棋艺大增。他进京，应一班达官贵人之邀下棋，一时所向披靡，名声大震京城。时号称“天下第一手”的颜伦住在京城，已是老态龙钟的他也把岑乾请去对弈，并败在岑乾手下。
岑乾不到四十岁就去世。

## 著作
《弈选》